# Anna Jagiellonka (1503–1547)
Anna Jagiellonka (ur. 23 lipca 1503 w Budzie, zm. 27 stycznia 1547 w Pradze) – królowa czeska i węgierska od 1526 r., jedyna córka króla Czech i Węgier Władysława II Jagiellończyka i Anny de Foix. Żona króla niemieckiego (późniejszego cesarza rzymskiego), króla Czech i Węgier Ferdynanda I Habsburga.

## Życiorys
Już od dzieciństwa była przedmiotem gier dyplomatycznych, gdyż przyszłemu mężowi mogła wnieść w posagu królestwa Czech i Węgier. W 1506 r. zawarto układ, na mocy którego miała poślubić wnuka cesarza Świętego Cesarstwa Rzymskiego Narodu Niemieckiego Maksymiliana I Habsburga – Ferdynanda Habsburga. W 1515 r. mocą traktatu wiedeńskiego została w katedrze św. Szczepana jako 12-latka warunkowo zaręczona z cesarzem Maksymilianem I Habsburgiem albo jednym z jego wnuków. 26 maja 1521 r. została żoną Ferdynanda Habsburga. W 1526 r. po śmierci brata, Ludwika II Jagiellończyka, została królową czeską, a w 1527 r. węgierską. Była władczynią niezwykle umiłowaną przez poddanych, jej małżeństwo stawiano za wzór innym monarchom europejskim. Miała piętnaścioro dzieci, z których troje zmarło w niemowlęctwie. Anna Jagiellonka zmarła wkrótce po urodzeniu swego piętnastego dziecka, córki Joanny i została pochowana w katedrze św. Wita w Pradze.

## Potomstwo
Matka m.in.:
- cesarza Świętego Cesarstwa Rzymskiego Narodu Niemieckiego, króla Czech i Węgier Maksymiliana II,
- arcyksiężniczki austriackiej Marii Habsburżanki,
- arcyksięcia austriackiego Karola Styryjskiego,
- królowej polskiej, żony króla Zygmunta II Augusta Elżbiety Habsburżanki,
- królowej polskiej, żony króla Zygmunta II Augusta Katarzyny Habsburżanki.

## Galeria

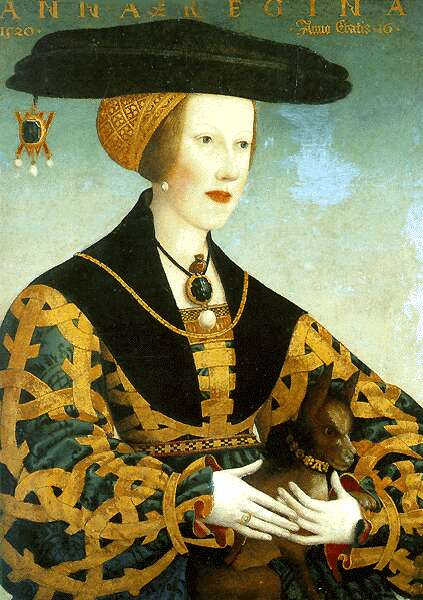
Portret Anny Jagiellonki, autor Hans Maler zu Schwaz, 1520 r.
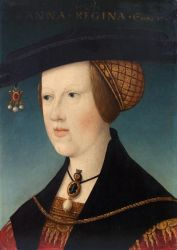
Portret Anny Jagiellonki, 1521 r.
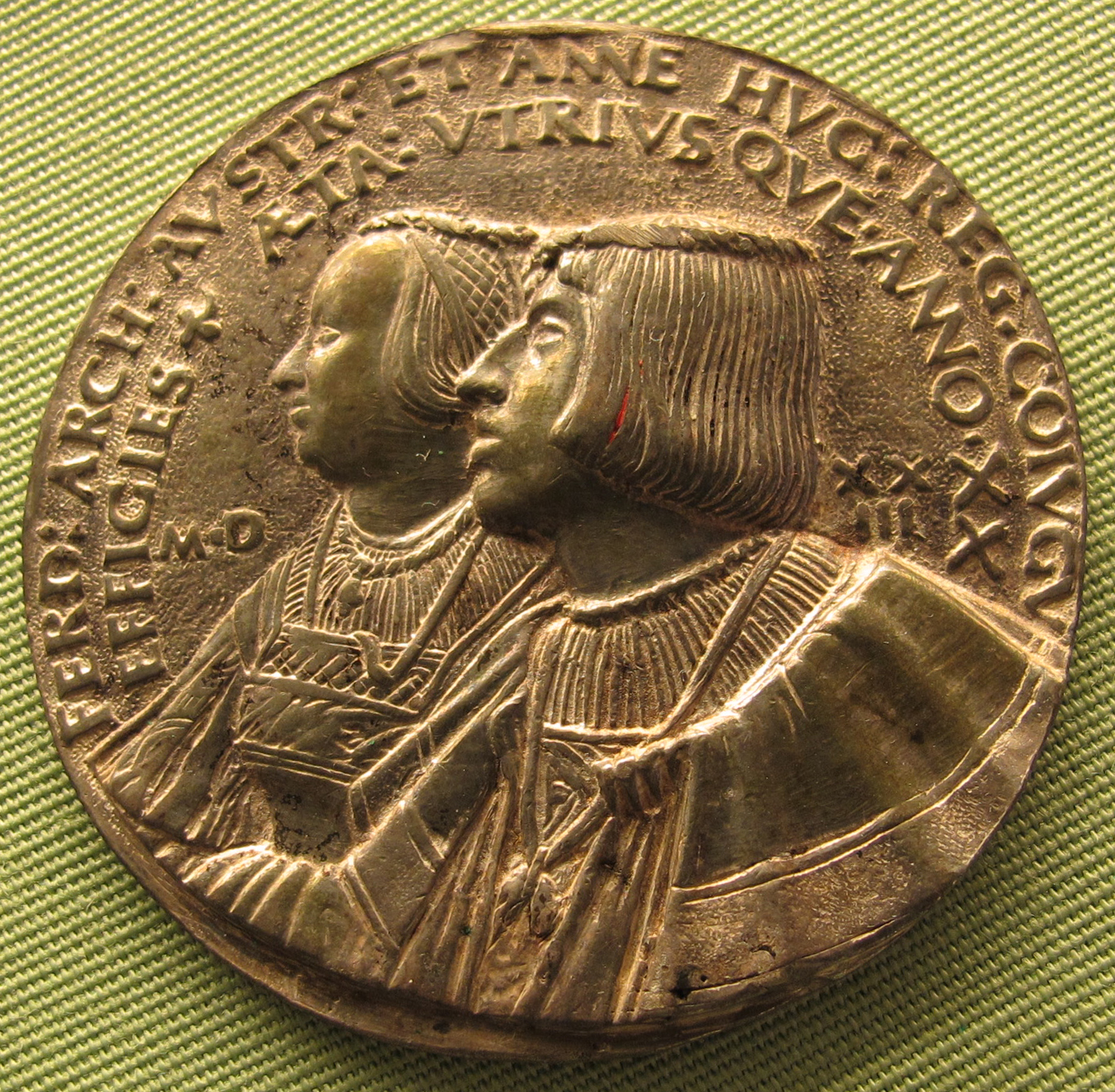
Medal z wizerunkiem Anny Jagiellonki i jej męża Ferdynanda I Habsburga
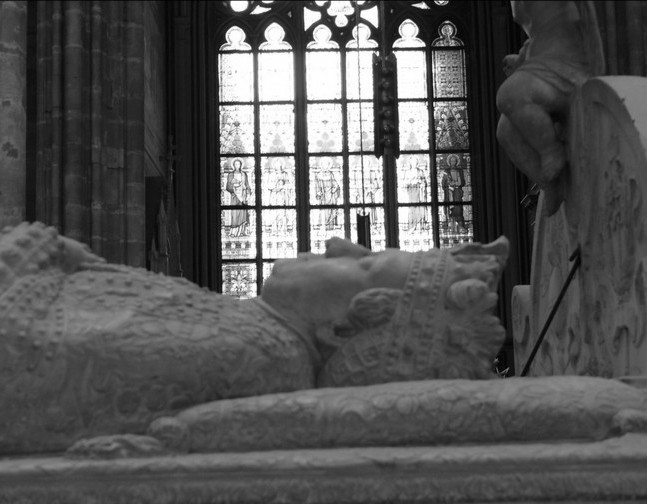
Nagrobek Anny Jagiellonki w katedrze pw. św. Wita w Pradze

## Genealogia
| Kazimierz IV Jagiellończyk ur. 30 XI 1427 zm. 7 VI 1492 | Kazimierz IV Jagiellończyk ur. 30 XI 1427 zm. 7 VI 1492 |                                                           |                                                           | Elżbieta Rakuszanka ur. 1436 zm. 30 VIII 1505 | Elżbieta Rakuszanka ur. 1436 zm. 30 VIII 1505 |  |  | Gaston II de Foix-Candale | Gaston II de Foix-Candale |                                               |                                               | Katarzyna de Foix | Katarzyna de Foix |
|                                                         |                                                         |                                                           |                                                           |                                               |                                               |  |  |                           |                           |                                               |                                               |                   |                   |
|                                                         |                                                         |                                                           |                                                           |                                               |                                               |  |  |                           |                           |                                               |                                               |                   |                   |
|                                                         |                                                         | Władysław II Jagiellończyk ur. 1 III 1456 zm. 13 III 1516 | Władysław II Jagiellończyk ur. 1 III 1456 zm. 13 III 1516 |                                               |                                               |  |  |                           |                           | Anna de Foix-Candale ur. 1484 zm. 26 VII 1506 | Anna de Foix-Candale ur. 1484 zm. 26 VII 1506 |                   |                   |
|                                                         |                                                         |                                                           |                                                           |                                               |                                               |  |  |                           |                           |                                               |                                               |                   |                   |
|                                                         |                                                         |                                                           |                                                           |                                               |                                               |  |  |                           |                           |                                               |                                               |                   |                   |
|                                                         |                                                         |                                                           |                                                           |                                               |                                               |  |  |                           |                           |                                               |                                               |                   |                   |

|                                                     |                                                     | Ferdynand I Habsburg ur. 10 III 1503 zm. 25 VII 1564 OO 25 V 1521 | Ferdynand I Habsburg ur. 10 III 1503 zm. 25 VII 1564 OO 25 V 1521 | Anna Jagiellonka ur. 23 VII 1503 zm. 27 I 1547  | Anna Jagiellonka ur. 23 VII 1503 zm. 27 I 1547  |                                                    |                                                    |                                              |                                              |
|                                                     |                                                     |                                                                   |                                                                   |                                                 |                                                 |                                                    |                                                    |                                              |                                              |
|                                                     |                                                     |                                                                   |                                                                   |                                                 |                                                 |                                                    |                                                    |                                              |                                              |
|                                                     |                                                     |                                                                   |                                                                   |                                                 |                                                 |                                                    |                                                    |                                              |                                              |
| Elżbieta Habsburżanka ur. 9 VII 1526 zm. 15 VI 1545 | Elżbieta Habsburżanka ur. 9 VII 1526 zm. 15 VI 1545 | Maksymilian II Habsburg ur. 31 VII 1527 zm. 12 X 1576             | Maksymilian II Habsburg ur. 31 VII 1527 zm. 12 X 1576             | Anna Habsburg ur. 7 VII 1528 zm. 16 X 1590      | Anna Habsburg ur. 7 VII 1528 zm. 16 X 1590      | Ferdynand II Habsburg ur. 14 VI 1529 zm. 24 I 1595 | Ferdynand II Habsburg ur. 14 VI 1529 zm. 24 I 1595 | Maria Habsburg ur. 15 V 1531 zm. 11 XII 1581 | Maria Habsburg ur. 15 V 1531 zm. 11 XII 1581 |
|                                                     |                                                     |                                                                   |                                                                   |                                                 |                                                 |                                                    |                                                    |                                              |                                              |
| Magdalena Habsburg ur. 14 VIII 1532 zm. 10 IX 1590  | Magdalena Habsburg ur. 14 VIII 1532 zm. 10 IX 1590  | Katarzyna Habsburżanka ur. 15 IX 1533 zm. 28 II 1572              | Katarzyna Habsburżanka ur. 15 IX 1533 zm. 28 II 1572              | Eleonora Habsburg ur. 2 XI 1534 zm. 5 VIII 1594 | Eleonora Habsburg ur. 2 XI 1534 zm. 5 VIII 1594 | Małgorzata Habsburg ur. 16 II 1536 zm. 12 II 1567  | Małgorzata Habsburg ur. 16 II 1536 zm. 12 II 1567  | Jan Habsburg ur. 10 IV 1538 zm. 20 III 1539  | Jan Habsburg ur. 10 IV 1538 zm. 20 III 1539  |
|                                                     |                                                     |                                                                   |                                                                   |                                                 |                                                 |                                                    |                                                    |                                              |                                              |
| Barbara Habsburżanka ur. 30 IV 1539 zm. 19 IX 1572  | Barbara Habsburżanka ur. 30 IV 1539 zm. 19 IX 1572  | Karol Styryjski ur. 3 VI 1540 zm. 10 VII 1590                     | Karol Styryjski ur. 3 VI 1540 zm. 10 VII 1590                     | Urszula Habsburg ur. 24 VII 1541 zm. 30 IV 1543 | Urszula Habsburg ur. 24 VII 1541 zm. 30 IV 1543 | Helena Habsburg ur. 7 I 1543 zm. 5 III 1574        | Helena Habsburg ur. 7 I 1543 zm. 5 III 1574        | Joanna Habsburg ur. 24 I 1547 zm. 10 IV 1578 | Joanna Habsburg ur. 24 I 1547 zm. 10 IV 1578 |